# Fatih

A kerület Isztambul térképén

Fatih Isztambul egyik szemtje (kerülete), mely az európai oldalon található, annak történelmi belvárosának külső gyűrűje, ami egészen a bizánci falakig tart. Nevét a várost meghódító II. Mehmed szultánról kapta, akinek ragadványneve a „Hódító” jelentésű Fatih. A kerületben található a szultánról elnevezett Fatih-mecset is. 2008-ban Eminönü beolvasztásával népessége 422 941 főről 455 498 főre növekedett.

## Fatih városrészei

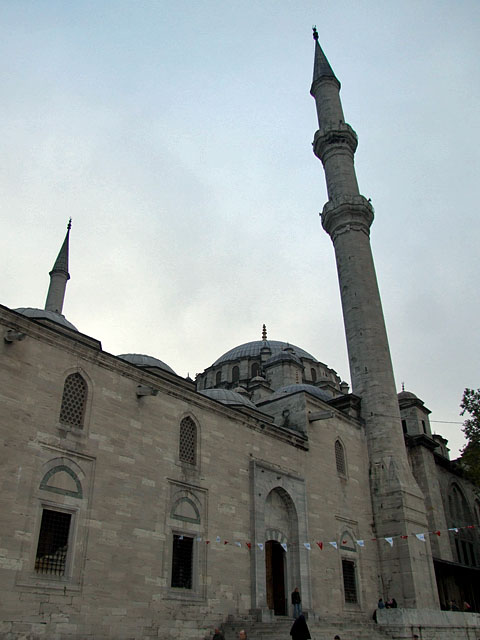
A Fatih mecset

A Fatih kerület területén a következő mahallékat találjuk: Aksaray, Balat, Cerrahpaşa, Çarşamba, Çukurbostan, Eminönü, Fındıkzade, Haseki, Horhor, Karagümrük, Kıztaşı, Kocamustafapaşa, Küçük Langa, Samatya, Sulukule, Vefa, Yedikule, Yenikapı.

## Fatih nevezetességei
Fatih történelmi és kulturális emlékekben egyaránt gazdag. Ezek közül kiemelkedőek a dzsámik például a Fatih-mecset, a Şehzade-mecset, a Hirka-i Şerif-mecset, ahol Mohamed próféta köpenyét őrzik, az Iszmail Aga mecsetje, mely Mahmut Ustaosmanoğlu szúfi rendjének központja, a tökéletes kupolájú Yavuz Szultán Szelim mecsetje vagy az ortodox templomból átalakított, ma múzeumként szolgáló Kariye-mecset. A kerületben számos keresztény templom is áll.
Ebben a kerületben található a Héttorony (Yedikule) nevű börtön, ahol az oszmán korban sok magyart tartottak fogva, többek között Török Bálintot is. Az erődítmény ma múzeum, udvarán szabadtéri koncerteket szoktak tartani.
Eminönüben található a római korban épült Beyazıt tér az Isztambuli Egyetem bejáratával.

## A modern Fatih
A kerület élénk kereskedelmi és közlekedési központja az Aksaray tér. Itt találkozik a belvárost átszelő gyorsvillamos az Atatürk nemzetközi repülőtérre tartó metróval, de számtalan busz is jár erre. Yenikapı fontos kikötő, ahonnan a Márvány-tenger ázsiai oldalára is mennek hajójáratok.

## Fatihhoz kötődnek
- Mustafa Demir, polgármester
- Mahmut Ustaosmanoğlu, muszlim misztikus

## Külső hivatkozások
- Fatih Önkormányzata Archiválva 2015. szeptember 20-i dátummal a Wayback Machine-ben (törökül)